# Vítějeves
Vítějeves (deutsch Heinzendorf) ist eine Gemeinde in Tschechien. Sie liegt 18 Kilometer südöstlich von Polička und gehört zum Okres Svitavy.

## Geographie

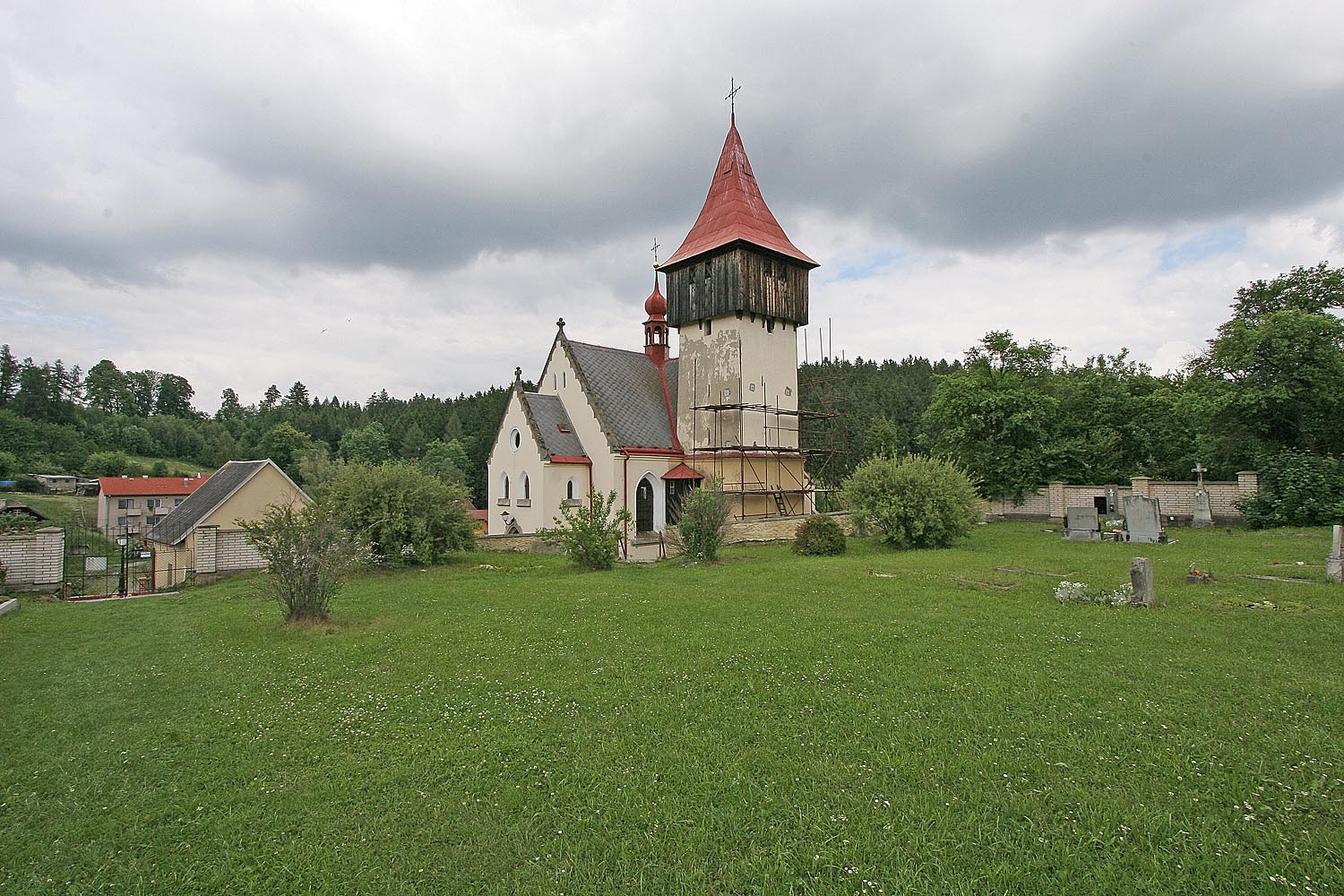
Kirche der hl. Katharina

Das Waldhufendorf Vítějeves erstreckt sich im oberen Tal des Baches Korejtka in der Svitavská pahorkatina (Zwittauer Hügelland). Im Nordosten erhebt sich der Na Rovinách (507 m. n.m.), östlich der Šimkův kopec (537 m. n.m.), im Süden der Na Drahách (512 m. n.m.) und der Ducháčkův vrch (528 m. n.m.) sowie westlich die Vítějevské březinky (597 m. n.m.). Am nördlichen Ortsrand verläuft die Staatsstraße II/364 zwischen Svojanov und Bělá nad Svitavou. Vítějeves liegt am Rande des Naturparks Údolí Křetínky.
Nachbarorte sind Lavičné und Bělá nad Svitavou im Norden, Nová Amerika, Stará Amerika und Brněnec im Nordosten, Půlpecen und Chrastavec im Osten, Študlov im Südosten, Bohuňov, Svobodníky, Jobova Lhota und Hutě im Süden, Studenec im Südwesten, Na Rožince, Na Kopci, Předměstí und Starý Svojanov im Westen sowie Rohozná im Nordwesten.

## Geschichte
Es wird vermutet, dass das Dorf im 10. Jahrhundert bei der ersten Besiedlung der Gegend durch einen slawischen Stamm aus dem Gebiet um Polná gegründet wurde und es seit dem 13. Jahrhundert zu den Gütern der Königsburg Fürstenberg gehört hat. Die erste schriftliche Erwähnung erfolgte unter dem Namen Vítějovec in einer zwischen 1344 und 1350 von Bischof Ernst von Pardubitz verfassten Beschreibung des Erzbistums Prag als Pfarrort im Dekanat Polička. Der Name ist vermutlich von einem Lokator Vít abgeleitet. 1437 wurde das Dorf in der Schenkungsurkunde Kaiser Sigismunds über die Herrschaft Swojanow als Krönungsmitgift an seine Frau Barbara von Cilli erstmals mit dem deutschen Namen Hanczdorf bezeichnet. Bei der Teilung der Swojanower Herrschaft unter den Gebrüdern Žehušický von Nestajov wurde das Dorf in der Mitte des 16. Jahrhunderts Teil der Herrschaft Bistra. Nach 1557 wurde das Dorf als Witowa, Witrowes und Wittowes bezeichnet; das älteste Ortssiegel trägt die Umschrift Králowská Witiowes.
Zu den weiteren Besitzern gehörten u. a. Hartwig Zeydlitz von Schönfeld. Später kaufte Simon Kratzer von Schönsberg das Gut Deutsch Bielau mit den Dörfern Deutsch Bielau, Wittowes, Chrastavec, Brněnec, Půlpecen und Zářečí und errichtete daraus die Herrschaft Deutsch Bielau. 1629 verkaufte Kratzer die Herrschaft für 28.000 Rheinische Gulden an Otto Melander von Schwarzenthal. Melander veräußerte den Besitz später an den Erbherrn von Křetín, Jacob Cappaun. Dieser brachte nach dem Dreißigjährigen Krieg bis 1651 sämtliche seiner Untertanen wieder zum Katholizismus zurück. 1656 verkaufte Marie Elisabeth Egs die Herrschaften an Johann Walderode von Eckhausen. Dieser ließ sie 1670 durch Kaiser Leopold I. als Familienfideikommiss bestätigen. Johann Paul Leopold Graf Walderode kaufte 1686 noch die Herrschaft Bistra hinzu, die aber nicht an den Fideikommiss angeschlossen wurde. Die Bewirtschaftung seiner Güter interessierte den Grafen Walderode überhaupt nicht, währenddessen wirtschaftete der von ihm in Bistra zur Verwaltung seines Besitzes eingesetzte Hauptmann Antonín Tyderle die sechs Herrschaften Řepín, Bistra, Deutsch Bielau, Křetín, Újezd und Vysoká Libeň nieder. Der überschuldete Graf Walderode fiel darauf beim Kaiser in Ungnade, ließ seine Güter liegen und trat 1694 in ein Znaimer Kloster ein, wo er 1698 ohne direkte Nachkommen verstarb. Der danach amtlich in Bistra eingesetzte Verwalter Georg Reichard erfüllte seine Aufgaben ebenfalls nicht. 1703 wurde nach einer Vielzahl von Beschwerden die Zwangsverwaltung aufgehoben und der untaugliche Verwalter verhaftet. Die Herrschaft Bistra wurde für 234.000 Gulden versteigert und der Fideikommiss Deutsch Bielau an Johann Podiwin Graf Walderode übergeben. Nach dem Erlöschen des Hauses Walderode fiel der Besitz den Grafen Desfours zu, die das Gut wieder in ein Allod wandelten. 1786 erhielt das Dorf eine Schule. Im Jahre 1789 gab es 76 Anwesen und eine Kirche in Heinzendorf. 1808 verkaufte Joseph Graf von Desfours-Walderode das Gut Biela für 125.000 Gulden an Emanuel Freiherr von Bartenstein. Das alte Schulhaus (Nr. 90) wurde 1830 verkauft und im Jahr darauf an anderer Stelle (Nr. 83) ein neues hölzernes Schulgebäude errichtet.
Im Jahre 1835 bestand das im Chrudimer Kreis gelegene Dorf Heinzendorf, auch Witrowes bzw. Wittowes genannt, aus 116 Häusern mit 783 böhmischsprachigen Einwohnern. Erwerbsquelle bildete die Landwirtschaft. Unter herrschaftlichem Patronat standen die Filialkirche der hl. Katharina und die Schule. Im Ort gab es zudem eine Schäferei. Pfarr- und Amtsort war Teutsch-Biela. Bis zur Mitte des 19. Jahrhunderts blieb Heinzendorf dem Allodialgut Teutsch-Biela untertänig.
Nach der Aufhebung der Patrimonialherrschaften bildete Vítějovec / Heinzendorf ab 1849 mit den Ortsteilen Chrástavec / Chrostau und Polopeceň / Pulpetzen eine Gemeinde im Gerichtsbezirk Polička. 1863 erfolgte mit dem Bartensteinschen Konkurs der Ausverkauf der herrschaftlichen Güter an die Gläubiger. Ab 1868 gehörte Vítějovec zum Bezirk Polička. 1869 hatte Vítějovec 808 Einwohner und bestand aus 129 Häusern. Chrastavec und Půlpecen lösten sich 1880 von Vítějovec los und bildeten eine eigene Gemeinde. Die Besitzrechte am Gut Deutsch-Biela gingen 1884 an den k. k. Privatfonds, der die Herrschaft zuvor ersteigert hatte. Ab 1886 führte die Gemeinde den tschechischen Namen Vítějoves. Im Jahre 1900 lebten in der Gemeinde 978 Personen, 1910 waren es 1003. Da das bisherige Schulhaus unzureichend geworden war, erfolgte in den Jahren 1903–1904 der Bau einer neuen Schule. Nach dem Ersten Weltkrieg zerfiel der Vielvölkerstaat Österreich-Ungarn, die Gemeinde wurde 1918 Teil der neu gebildeten Tschechoslowakischen Republik. Beim Zensus von 1921 lebten in den 139 Häusern von Vítějoves 896 Personen, darunter 890 Tschechen. Der amtliche tschechische Ortsname wurde 1923 in Vítějeves geändert. 1930 lebten in den 156 Häusern der Gemeinde 833 Menschen. Nach dem Münchner Abkommen wurde Vítějeves im Jahre 1938 Grenzort zum Deutschen Reich, nördlich des Dorfes verlief die Reichsgrenze. 1950 lebten nur noch 602 Personen in der Gemeinde. Im Jahre 1950 wurde Vítějeves vom Okres Polička in den Okres Svitavy umgegliedert. Zwischen 1978 und 1980 wurde das Schulhaus rekonstruiert. Beim Zensus von 2001 lebten in den 193 Wohnhäusern von Vítějeves 401 Personen. Seit 2003 führt die Gemeinde ein Wappen und Banner.

## Sehenswürdigkeiten
- Kirche der hl. Katharina, der im 14. Jahrhundert errichtete gotische Bau erhielt beim Umbau von 1912 seine heutige pseudogotische Gestalt. Im Presbyterium sind Fresken aus dem 14. Jahrhundert erhalten. Die Kirche wird von einer Kirchhofsmauer mit einem barocken Tor mit Relief umgeben.
- Neuer Friedhof, er wurde in der zweiten Hälfte des 18. Jahrhunderts südwestlich der Kirche angelegt und ist ebenfalls ummauert. Über dem Portal befindet sich eine Nische mit Figur der hl. Katharina
- Ehemalige Rychta im Oberdorf, am Giebel ist eine Sandsteintafel mit der Inschrift „Von seiner hochfreyherrlichen Gnaden Herrn Emanuel Bartenstein erbaut“ eingelassen
- Denkmal für die Opfer des Zweiten Weltkrieges, vor der Rychta
- Denkmal für die Gefallenen des Ersten Weltkrieges mit Büste von T. G. Masaryk, in der Ortsmitte
- Mehrere Chaluppen mit gezimmerten Blockstuben
- Mehrere Wegkreuze